# لیز وایت (بازیگر)
لیز وایت (انگلیسی: Liz White؛ زادهٔ ۵ نوامبر ۱۹۷۹) هنرپیشه اهل انگلستان است. وی از سال ۲۰۰۱ میلادی تاکنون مشغول فعالیت بوده‌است.
از فیلم‌ها یا برنامه‌های تلویزیونی که وی در آن نقش داشته‌است می‌توان به زن سیاه‌پوش، ورا دریک، و غرور اشاره کرد.